# Ellen Hillingsø
Ellen Hillingsø (Copenaghen, 9 marzo 1967) è un'attrice e modella danese.

## Biografia
Ellen Hillingsø nasce in una famiglia molto ricca. La madre è un'amica stretta della Regina di Danimarca e il padre è capo di una azienda. Inizia a frequentare corsi di recitazione da molto piccola e all'età di 19 anni debutta a teatro partecipando a vari spettacoli teatrali. Nel 2009 partecipa al film per famiglie Karla e Katrine - Amiche inseparabili e nel 2011 raggiunge la fama internazionale partecipando alle serie televisive originali Netflix The Bridge - La serie originale, Rita e in seguito alla serie The Lawyer

## Filmografia

### Cinema
- Karla e Katrine - Amiche inseparabili, regia di Charlotte Sachs Bostrup (2009)

### Televisione
- The Bridge - La serie originale  - serie TV, (2011-2013)
- Rita - serie TV (2012-2020)
- The Lawyer - serie TV (2018-in corso)